# Abdul-Latif Ali al-Mayah
Abdul-Latif Ali al-Mayah (àrab: عبد اللطيف علي المياح, ʿAbd al-Laṭīf ʿAlī al-Mayāḥ) (Bàssora, 1949 o 1950 - 19 de gener de 2004) va ser un professor d'humanitats iraquià, president del Centre d'Estudis i Recerca del Món Àrab a la Universitat Mustansiriya i cap del Centre Bagdad pels Drets Humans. Va ser molt crític amb el Consell de Govern Iraquià, que va ser el govern provisional de l'Iraq de 2003 a 2004 establert per la coalició multinacional dirigida pels EUA que ocupava l'Iraq, després de la invasió de l'Iraq de 2003. Va ser assassinat el 19 de gener de 2004.
Abdul-Latif Ali al-Mayah va ensenyar política del món àrab, i es va convertir en el cap del Centre d'Estudis i Recerca del Món Àrab de la Universitat Mustansiriya. Els estudiants i col·legues van dir que era un mestre entusiasta i que usava els seus propis diners per comprar ordinadors per a la seva aula.

## Posicions polítiques
Abdul-Latif Ali al-Mayah va ser durant algun temps un membre de base del Partit Baas. Va abandonar voluntàriament el partit el 1991 a causa de la insatisfacció amb ell. Creia en l'ideal original baasista de la unió panarabista, però no en la manera en què el partit Baas l'estava implementant.
Mentre Saddam Hussein va romandre al poder com a president d'Iraq, Al-Mayah va demanar eleccions. Per això va ser empresonat. Va ser alliberat de la presó, en part perquè un dels seus antics alumnes era un dels interrogadors. Després de la invasió de l'Iraq de 2003, Al-Mayah estava en contra tant de l'ocupació com de la dictadura anterior. Segons Talal Nathan al-Zuhary, director de la biblioteca de la Universitat Mustansiriya, al-Mayah creia que "un dia seria eliminat pel Mossad o per la CIA" i que "més recentment [després de la invasió], estava més preocupat pels saquejadors que van venir després de la caiguda del règim i robarien encara més".
Al-Mayah es va fer conegut com a defensors dels drets humans i la democràcia. A la tarda del 18 de gener de 2004, al canal de televisió al-Jazeera, havia criticat el que va anomenar corrupció del Consell de Govern iraquià (CIG), nomenat pels Estats Units, i va exigir eleccions tan aviat com fos possible, com ho havia fet anteriorment durant la presidència de Saddam Hussein. Es diu que va dir "puc suportar qualsevol govern iraquià, però la sensació d'estar sota ocupació és terrible per a mi".
Atès que les autoritats dels EUA estaven planificant un sistema de caucus per triar un nou govern en comptes d'una democràcia representativa per tots els ciutadans adults iraquians, la declaració pública d'Al-Mayah s'oposava directament a la política dels Estats Units a l'Iraq.

## Circumstàncies de la mort
A les 8:00 matí del 19 de gener de 2004, al-Mayah va sortir de casa i va començar a conduir el cotxe amb un altre professor, Sarhan Abbas, al seient del passatger. A causa de la forma i el trànsit de la carretera, va desaccelerar el cotxe i va passar un restaurant a l'aire lliure de shish kebab, El Banou, que estava a punt d'obrir. Al voltant d'un centenar de metres més enllà, va tornar a frenar el cotxe a causa d'un gran espigó. Un grup de set o vuit homes amb les seves cares amagades per keffiyehs vermells aparegueren des d'un carrer lateral. Al-Mayah va pensar que eren lladres de cotxes i estava preparat per lliurar-los les claus. Els atacants van disparar al-Mayah més de 20 vegades.
El guardaespatlles d'Al-Mayah, Mohamed Sahib, no tenia cap arma perquè encara estava esperant una llicència d'armes de les autoritats estatunidenques. Sahib va declarar: "Van cridar perquè el cotxe s'aturés ... Recordo que una persona va disparar directament a Al-Mayah a l'interior del cotxe i crec que un altre grup també va disparar des de l'altre costat. Va ser disparat tres vegades al cap quan va obrir la porta del cotxe per sortir. Va caure mort al terra ".

## Especulació sobre la mort
Un alt oficial de la seu de la policia iraquiana, que va insistir en l'anonimat per por a la seva seguretat, va dir al periodista de New Statesman: «No podeu mirar més enllà del Consell de Govern de l'Iraq (IGC). Hi ha partits polítics en aquesta ciutat que estan matant sistemàticament a la gent: són polítics recolzats pels estatunidencs i que van arribar a l'Iraq des de l'exili amb una llista dels seus enemics. He vist aquestes llistes. Els estan assassinant d'un en un».
El germà d'Al-Mayah va dir al New Statesman que el seu germà havia rebut molts e-mails que l'aconsellaven «ser menys dur en les seves crítiques a la CIG». Almenys un va venir d'un membre de l'IGC. El germà d'Al-Mayah va declarar: "Mai em va dir el nom d'aquest home, només que era un nacional dual, algú que havia tornat de l'exili després que els americans ens van envair. Em va dir que l'home mai l'amenaçava. Una mena d'advertència que estaria més segur si sortia del país. Estava determinat a no ser influït".
En la processó funerària d'Al-Mayah, un cartell al·legava que "Amèrica i els sionistes" eren els responsables de la seva mort.
Un dels alumnes d'Al-Mayah, Salam Rais, va recolzar l'afirmació que existia una campanya sistemàtica per matar acadèmics iraquians, afirmant que "el seu assassinat forma part d'un pla en aquest país, dirigit a qualsevol intel·lectual en aquest país, qualsevol veu lliure."

## Premi pòstum
Al-Mayah va rebre pòstumament el Premi al Coratge Civil de la Train Foundation que reconeix als "herois extraordinaris de consciència".